# Argenis Aray
Argenis Aray – wenezuelski zapaśnik walczący w obu stylach. Srebrny medal na mistrzostwach panamerykańskich w 1993 i brązowy na igrzyskach Ameryki Środkowej i Karaibów w 1982. Wicemistrz igrzysk Ameryki Południowej w 1994. Dwukrotny medalista igrzysk boliwaryjskich w 1993. Dwukrotny brązowy medalista MŚ juniorów z 1980 roku.